# 鷚雀鵐
，是雀形目雀鹀科的一种鸟类，属于单型的云雀鹀属（学名：Chondestes）。
云雀鹀体重约29克，翼长约85.5毫米，喙宽度约5.1毫米，喙厚度约7.1毫米，嘴峰长约15.1毫米，跗蹠长约20.1毫米，尾长约64.3毫米。
云雀鹀具有部分的迁徙性，栖息在灌木林，它们是植食性动物，主要以植物的种子或坚果为食。

## 亚种
- C. g. grammacus，分布在加拿大中南部至纽约州、德克萨斯州北部和北卡罗来纳州西部。
- C. g. strigatus，分布在加拿大西南部和美国西部至墨西哥北部；在墨西哥南部越冬。[4]